# فك علوي

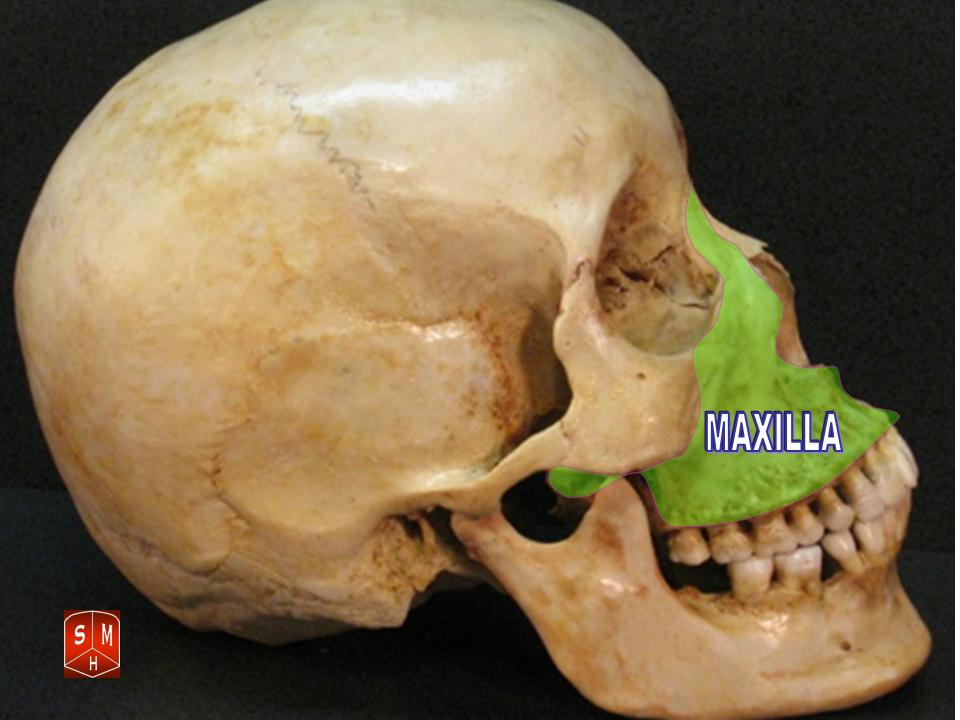
الفك العلوي يظهر باللون الأخضر

الفك العلوي (بالإنجليزية: Maxilla)‏ هو أحد عظام الجمجمة وهو عظم ثابت بعكس الفك السفلي الذي يمثل العظم الوحيد المتحرك من عظام الجمجمة.

## صور إضافية

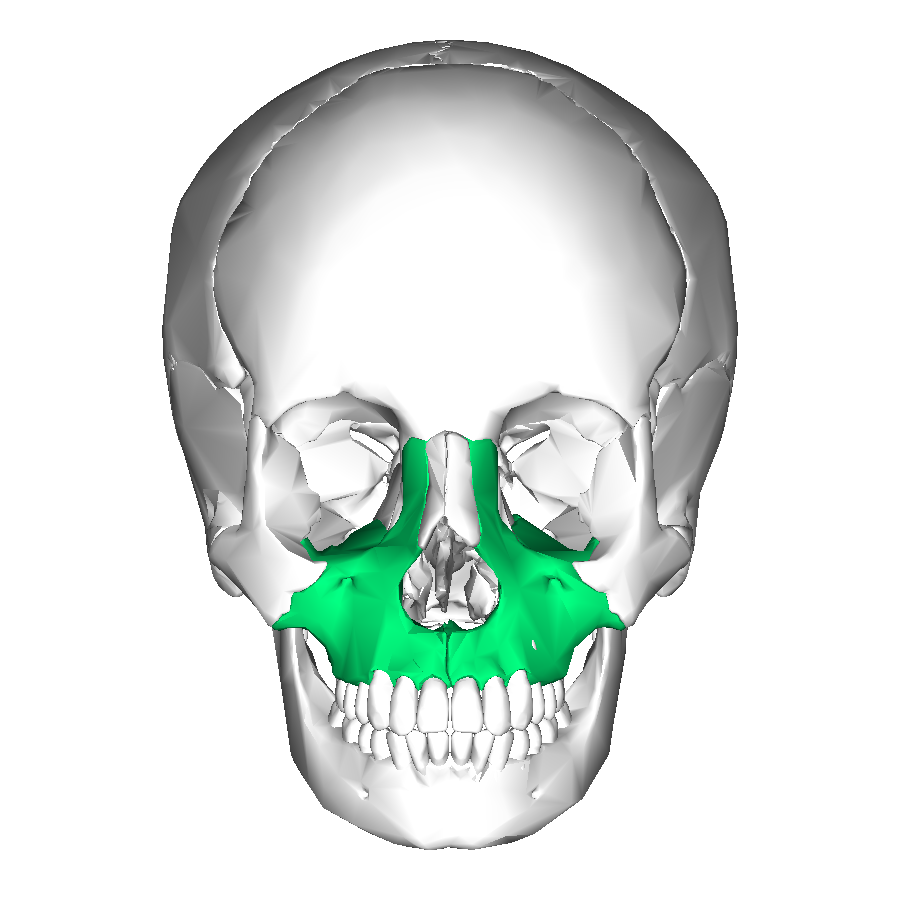
الجمجمة ، ويرى الفك العلوي باللون الأخضر
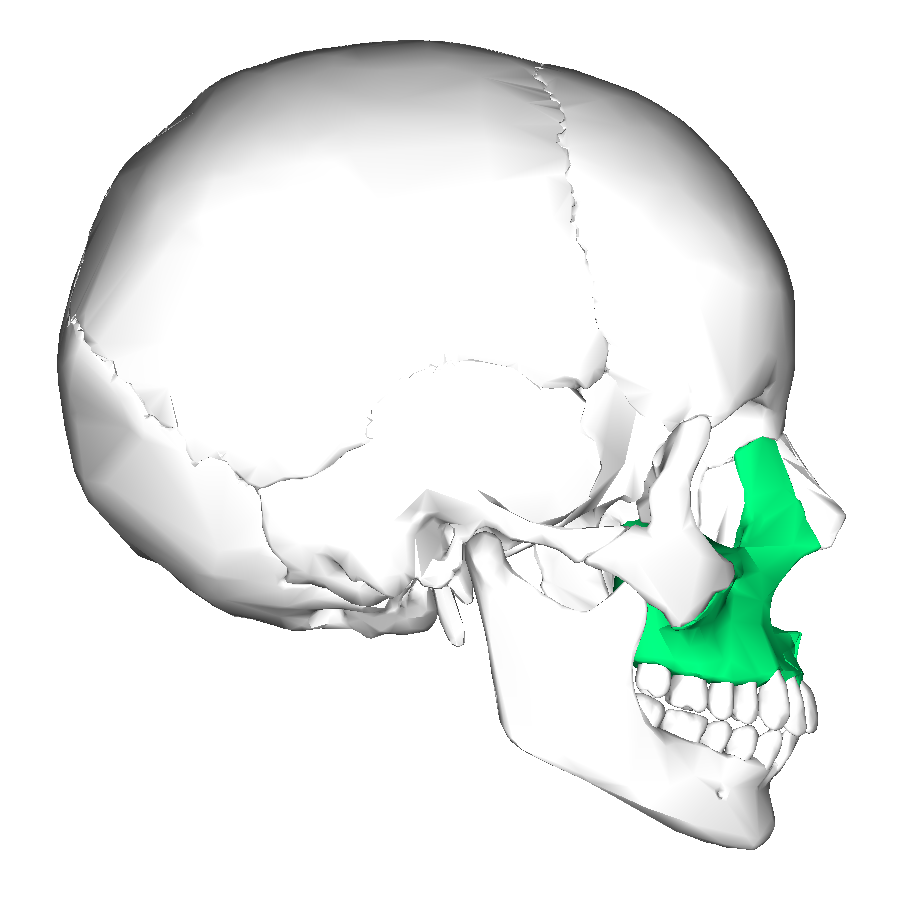
الجمجمة من الجانب الأيمن، ويرى الفك العلوي باللون الأخضر
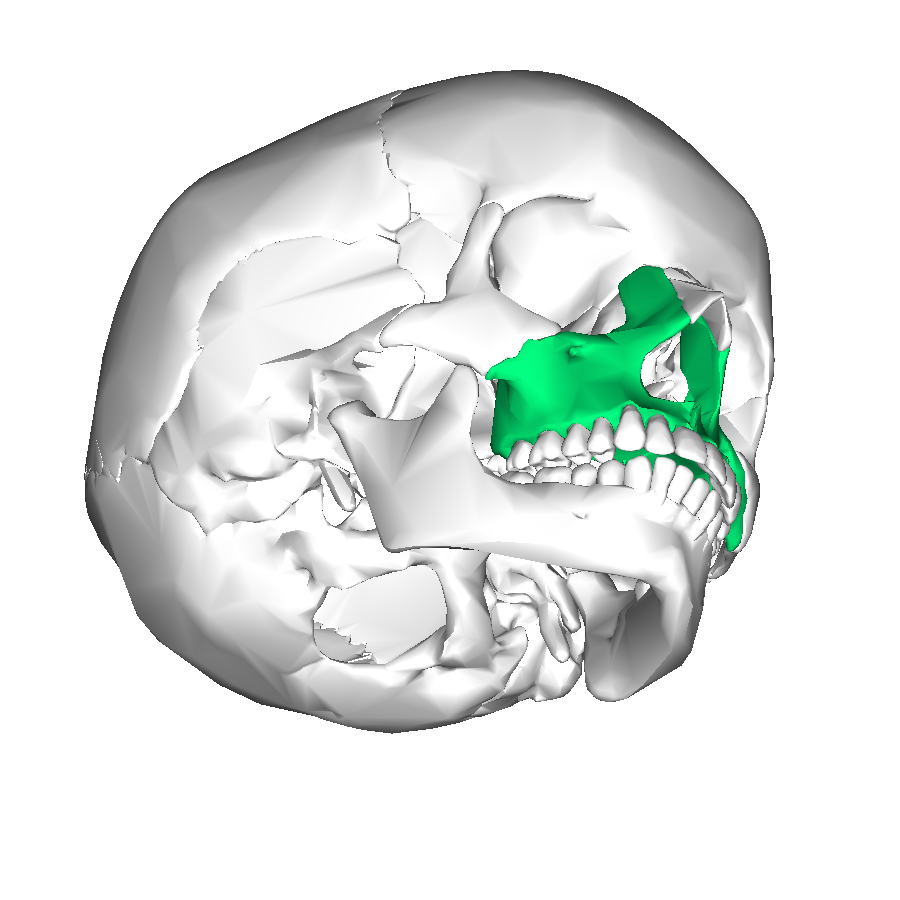
الجمجمة ، ويرى الفك العلوي باللون الأخضر
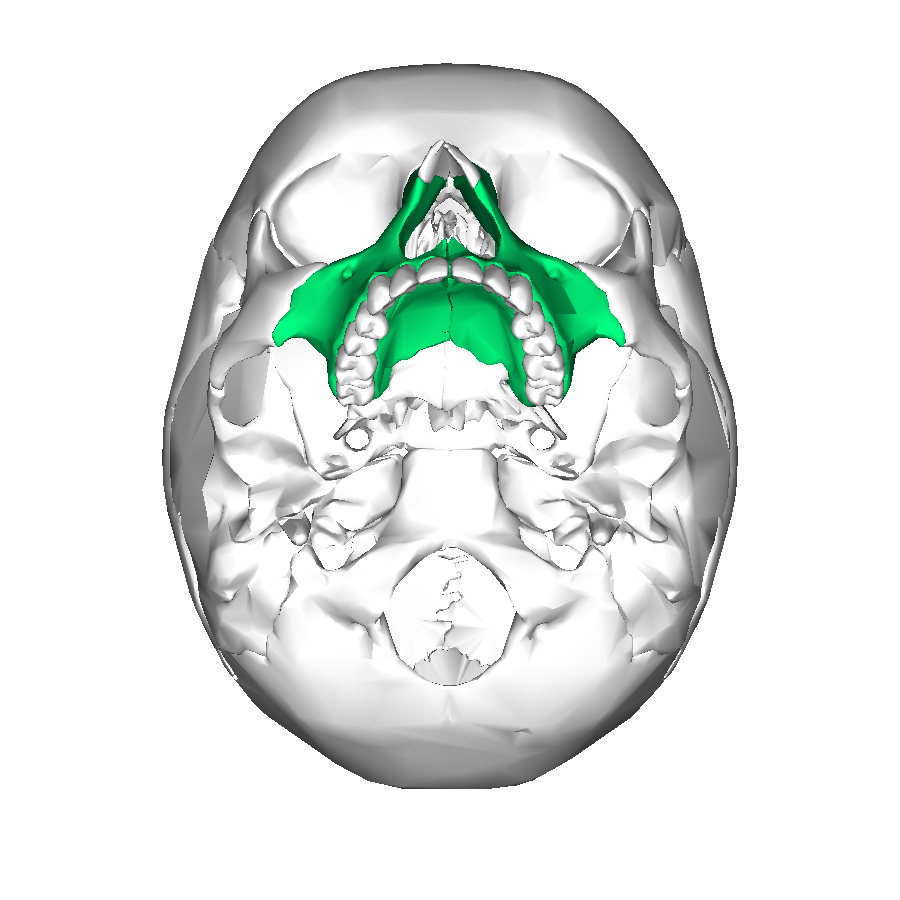
الجمجمة من أسفل ، ويرى الفك العلوي باللون الأخضر.الفك السفلي ليس في الصورة
الفك العلوي والأسنان العلوية. تحريك.
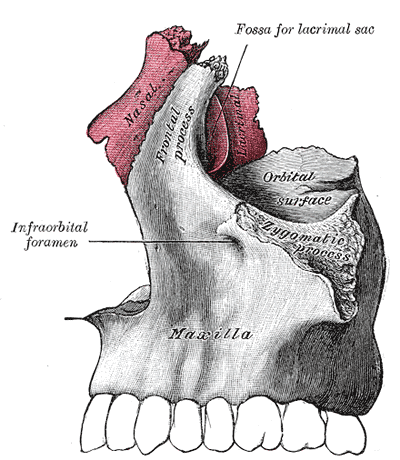
السطح الجانبي.
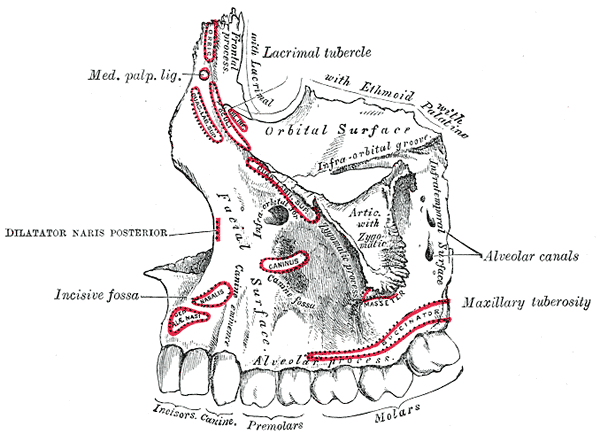
السطح الجانبي.
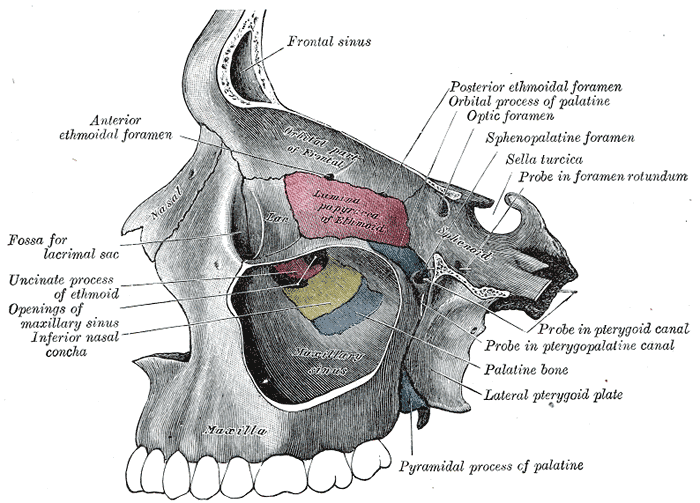
السطح الجانبي.
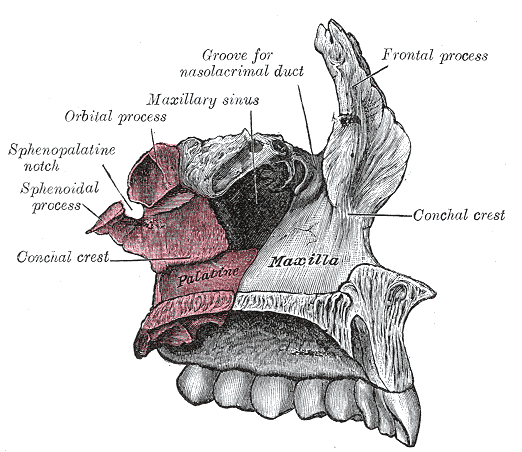
السطح الإنسي.
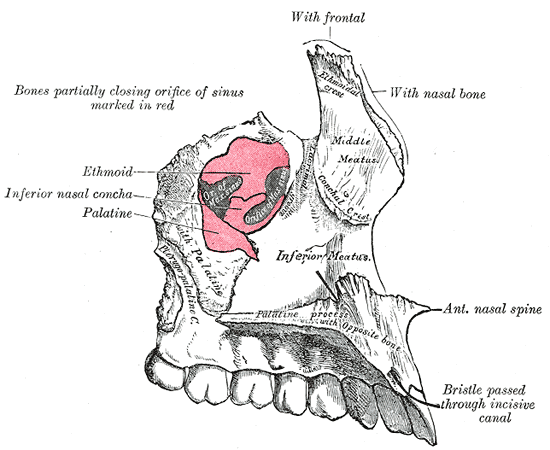
السطح الإنسي.
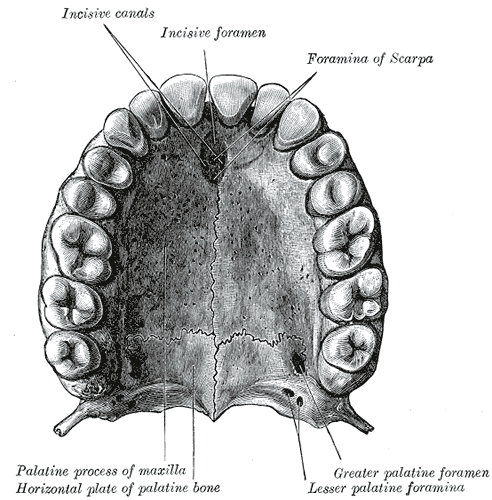
السطح السفلي.
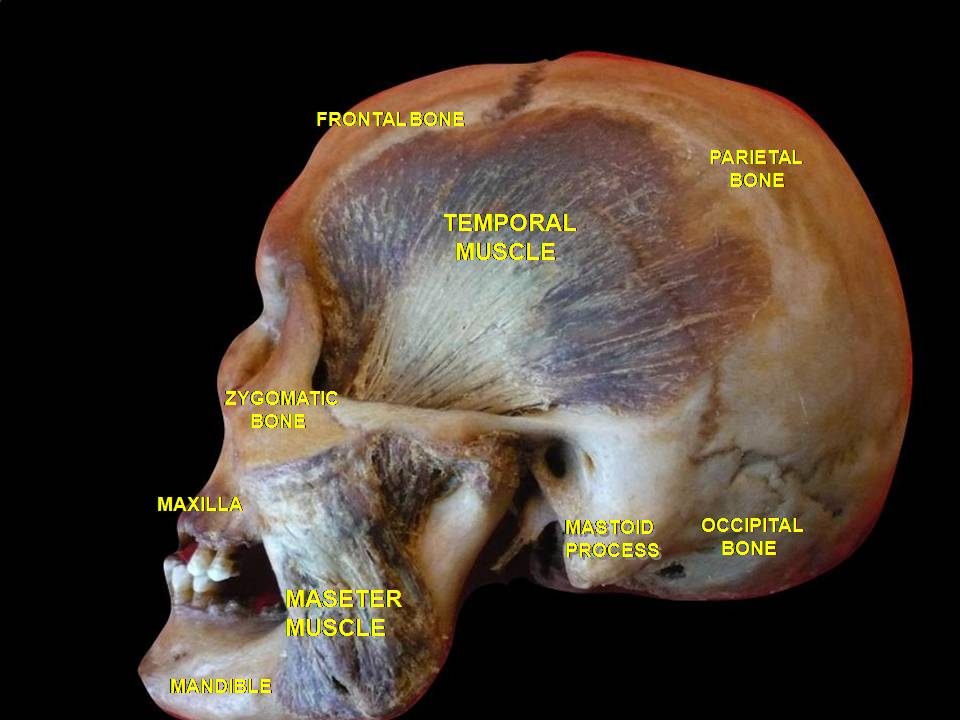
تحنيط أصلي. الجمجمة من الأمام.
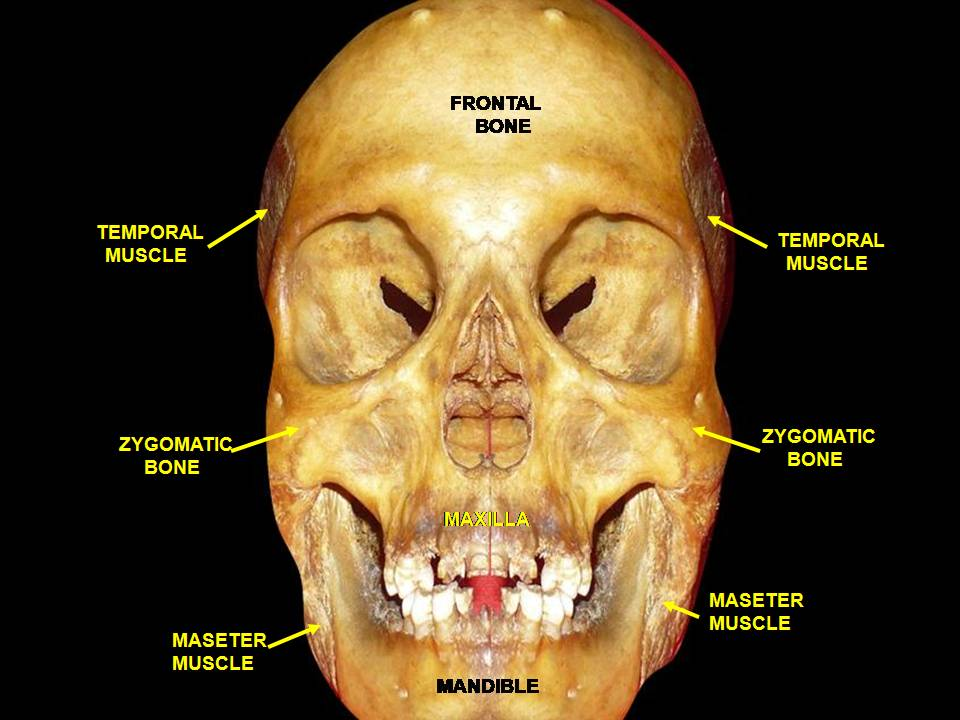
تحنيط أصلي. الجمجمة من الجانب الأيسر.